# Jennifer Carpenter
Jennifer Leann Carpenter, född 7 december 1979 i Louisville, Kentucky, är en amerikansk skådespelerska. Hon är främst känd för rollen som Debra Morgan i TV-serien Dexter.

## Privatliv
Mellan 2008 och 2011 var hon gift med skådespelaren Michael C. Hall. Han spelar spelar Dexter, hennes rollfigurs bror, i TV-serien med samma namn. 

## Filmografi, i urval
- 2004 – White Chicks
- 2005 – Besatt
- 2006–2013 – Dexter (TV-serie)
- 2008 – Quarantine
- 2011 – The Factory
- 2011 – The Hungry Rabbit Jumps
- 2015 – Limitless (TV-serie)